# Partecipanti al Bretagne Classic Ouest-France 2021
Elenco dei partecipanti alla Bretagne Classic Ouest-France 2021.
La Bretagne Classic Ouest-France 2021 è stata l'ottantacinquesima edizione della corsa. Alla competizione presero parte 24 squadre: le 19 iscritte all'UCI World Tour 2021 e 5 UCI ProTeam.
Partenza con 163 ciclisti accreditati.

## Corridori per squadra
Nota: R ritirato, NP non partito, FT fuori tempo, SQ squalificato
| Team BikeExchange  | Team BikeExchange      | Team BikeExchange  | Deceuninck-Quick Step              | Deceuninck-Quick Step              | Deceuninck-Quick Step              | Lotto Soudal           | Lotto Soudal           | Lotto Soudal           |
| ------------------ | ---------------------- | ------------------ | ---------------------------------- | ---------------------------------- | ---------------------------------- | ---------------------- | ---------------------- | ---------------------- |
| N°                 | Ciclista               | Clas.              | N°                                 | Ciclista                           | Clas.                              | N°                     | Ciclista               | Clas.                  |
| 1                  | Brent Bookwalter       | 71°                | 11                                 | Julian Alaphilippe                 | 2°                                 | 21                     | Filippo Conca          | 91°                    |
| 2                  | Tsgabu Grmay           | 65°                | 12                                 | Davide Ballerini                   | 12°                                | 22                     | Kobe Goossens          | 59°                    |
| 3                  | Kevin Colleoni         | 87°                | 13                                 | Mattia Cattaneo                    | 27°                                | 23                     | Sébastien Grignard     | R                      |
| 4                  | Dion Smith             | R                  | 14                                 | Tim Declercq                       | 57°                                | 24                     | Kamil Małecki          | R                      |
| 5                  | Michael Hepburn        | R                  | 15                                 | Ian Garrison                       | R                                  | 25                     | Stefano Oldani         | R                      |
| 6                  | Tanel Kangert          | 25°                | 16                                 | Mikkel Honoré                      | 3°                                 | 26                     | Xandres Vervloesem     | R                      |
|                    |                        |                    | 17                                 | Pieter Serry                       | 62°                                | 27                     | Tomasz Marczyński      | 90°                    |
| AG2R Citroën Team  | AG2R Citroën Team      | AG2R Citroën Team  | Jumbo-Visma                        | Jumbo-Visma                        | Jumbo-Visma                        | EF Education-Nippo     | EF Education-Nippo     | EF Education-Nippo     |
| N°                 | Ciclista               | Clas.              | N°                                 | Ciclista                           | Clas.                              | N°                     | Ciclista               | Clas.                  |
| 31                 | Benoît Cosnefroy       | 1°                 | 41                                 | David Dekker                       | 74°                                | 51                     | William Barta          | R                      |
| 32                 | Tony Gallopin          | R                  | 42                                 | Pascal Eenkhoorn                   | 47°                                | 52                     | James Whelan           | R                      |
| 33                 | Dorian Godon           | 16°                | 43                                 | Chris Harper                       | R                                  | 53                     | Julien El Fares        | R                      |
| 34                 | Alexis Gougeard        | R                  | 44                                 | Gijs Leemreize                     | 89°                                | 54                     | Sergio Higuita         | 44°                    |
| 35                 | Aurélien Paret-Peintre | 14°                | 45                                 | Christoph Pfingsten                | R                                  | 56                     | Hideto Nakane          | R                      |
| 36                 | Andrea Vendrame        | 30°                | 46                                 | Jonas Vingegaard                   | 61°                                | 57                     | Michael Valgren        | 22°                    |
| 37                 | Lawrence Warbasse      | 43°                | 47                                 | Tobias Foss                        | R                                  |                        |                        |                        |
| Bahrain Victorious | Bahrain Victorious     | Bahrain Victorious | Bora-Hansgrohe                     | Bora-Hansgrohe                     | Bora-Hansgrohe                     | Team Qhubeka NextHash  | Team Qhubeka NextHash  | Team Qhubeka NextHash  |
| N°                 | Ciclista               | Clas.              | N°                                 | Ciclista                           | Clas.                              | N°                     | Ciclista               | Clas.                  |
| 61                 | Eros Capecchi          | R                  | 71                                 | Giovanni Aleotti                   | 13°                                | 81                     | Carlos Barbero         | 29°                    |
| 62                 | Scott Davies           | R                  | 72                                 | Erik Baška                         | R                                  | 82                     | Sean Bennett           | 66°                    |
| 63                 | Kevin Inkelaar         | R                  | 73                                 | Frederik Wandahl                   | R                                  | 83                     | Simon Clarke           | 56°                    |
| 64                 | Rafael Valls           | R                  | 74                                 | Matteo Fabbro                      | R                                  | 84                     | Giacomo Nizzolo        | 10°                    |
| 65                 | Stephen Williams       | 23°                | 75                                 | Patrick Konrad                     | 36°                                | 85                     | Robert Power           | R                      |
|                    |                        |                    | 76                                 | Ide Schelling                      | R                                  | 86                     | Mauro Schmid           | 72°                    |
| 77                 | Matthew Walls          | R                  | 87                                 | Karel Vacek                        | R                                  |                        |                        |                        |
| UAE Team Emirates  | UAE Team Emirates      | UAE Team Emirates  | Movistar Team                      | Movistar Team                      | Movistar Team                      | Astana-Premier Tech    | Astana-Premier Tech    | Astana-Premier Tech    |
| N°                 | Ciclista               | Clas.              | N°                                 | Ciclista                           | Clas.                              | N°                     | Ciclista               | Clas.                  |
| 91                 | Juan Ayuso             | 82°                | 101                                | Jorge Arcas                        | R                                  | 111                    | Merhawi Kudus          | 67°                    |
| 92                 | Valerio Conti          | R                  | 102                                | Gabriel Cullaigh                   | 84°                                | 112                    | Samuele Battistella    | R                      |
| 93                 | Juan Sebastián Molano  | R                  | 103                                | Gonzalo Serrano                    | 18°                                | 113                    | Manuele Boaro          | R                      |
| 94                 | Tadej Pogačar          | R                  | 104                                | Abner González                     | 39°                                | 114                    | Stefan de Bod          | R                      |
| 95                 | Aljaksandr Rabušėnka   | R                  | 106                                | Einer Rubio                        | 52°                                | 115                    | Fabio Felline          | R                      |
| 96                 | Yousif Mirza           | R                  | 107                                | Sergio Samitier                    | 88°                                | 116                    | Benjamin Perry         | 97°                    |
| 97                 | Diego Ulissi           | 34°                |                                    |                                    |                                    | 117                    | Jonas Gregaard         | 38°                    |
| Team DSM           | Team DSM               | Team DSM           | TotalEnergies                      | TotalEnergies                      | TotalEnergies                      | Israel Start-Up Nation | Israel Start-Up Nation | Israel Start-Up Nation |
| N°                 | Ciclista               | Clas.              | N°                                 | Ciclista                           | Clas.                              | N°                     | Ciclista               | Clas.                  |
| 121                | Romain Combaud         | 83°                | 131                                | E. Boasson Hagen                   | 31°                                | 141                    | Patrick Bevin          | R                      |
| 122                | Nils Eekhoff           | 76°                | 132                                | Mathieu Burgaudeau                 | 24°                                | 142                    | Alessandro De Marchi   | 55°                    |
| 123                | Felix Gall             | 96°                | 133                                | Marlon Gaillard                    | R                                  | 143                    | Omer Goldstein         | 33°                    |
| 124                | Jai Hindley            | 26°                | 134                                | Fabien Grellier                    | R                                  | 144                    | Ben Hermans            | 19°                    |
| 125                | Andreas Leknessund     | 78°                | 135                                | Niki Terpstra                      | 93°                                | 145                    | Hugo Hofstetter        | 11°                    |
| 126                | Nicolas Roche          | R                  | 136                                | Julien Simon                       | 15°                                | 146                    | Daniel Martin          | 40°                    |
| 127                | Mark Donovan           | 42°                | 137                                | Anthony Turgis                     | 51°                                | 147                    | Alexis Renard          | R                      |
| B&B Hotels-KTM     | B&B Hotels-KTM         | B&B Hotels-KTM     | Ineos Grenadiers                   | Ineos Grenadiers                   | Ineos Grenadiers                   | Groupama-FDJ           | Groupama-FDJ           | Groupama-FDJ           |
| N°                 | Ciclista               | Clas.              | N°                                 | Ciclista                           | Clas.                              | N°                     | Ciclista               | Clas.                  |
| 151                | Cyril Barthe           | 54°                | 161                                | Andrey Amador                      | 86°                                | 171                    | Bruno Armirail         | R                      |
| 152                | Thibault Ferasse       | 28°                | 162                                | Owain Doull                        | 80°                                | 172                    | David Gaudu            | 48°                    |
| 153                | Franck Bonnamour       | 6°                 | 163                                | Ethan Hayter                       | 4°                                 | 173                    | Simon Guglielmi        | 73°                    |
| 154                | Maxime Chevalier       | 2°                 | 164                                | Sebastián Henao                    | R                                  | 174                    | Matthieu Ladagnous     | R                      |
| 155                | Quentin Jauregui       | R                  | 165                                | Brandon Rivera                     | R                                  | 175                    | Valentin Madouas       | 8°                     |
| 156                | Jonathan Hivert        | R                  | 166                                | Luke Rowe                          | 49°                                | 176                    | Clément Davy           | R                      |
| 157                | Quentin Pacher         | 9°                 | 167                                | Ben Swift                          | 81°                                | 177                    | Romain Seigle          | 68°                    |
| Team Arkéa-Samsic  | Team Arkéa-Samsic      | Team Arkéa-Samsic  | Cofidis                            | Cofidis                            | Cofidis                            | Burgos-BH              | Burgos-BH              | Burgos-BH              |
| N°                 | Ciclista               | Clas.              | N°                                 | Ciclista                           | Clas.                              | N°                     | Ciclista               | Clas.                  |
| 181                | Warren Barguil         | 20°                | 191                                | Simon Geschke                      | 53°                                | 201                    | Isaac Cantón           | 92°                    |
| 182                | Maxime Bouet           | R                  | 192                                | Natnael Berhane                    | R                                  | 202                    | Ángel Fuentes          | 64°                    |
| 183                | Kévin Ledanois         | 77°                | 193                                | Thomas Champion                    | 85°                                | 203                    | M. Sampiyonbisiklet    | R                      |
| 184                | Élie Gesbert           | 46°                | 194                                | Simone Consonni                    | R                                  | 204                    | Manuel Peñalver        | 63°                    |
| 185                | Romain Hardy           | 37°                | 195                                | Rubén Fernández                    | R                                  | 205                    | Mario Aparicio         | 95°                    |
| 186                | Connor Swift           | 5°                 | 196                                | Victor Lafay                       | R                                  | 206                    | Alex Molenaar          | R                      |
| 187                | Laurent Pichon         | 17°                | 197                                | Pierre-Luc Périchon                | 35°                                | 207                    | Juan A. López-Cózar    | 45°                    |
| Trek-Segafredo     | Trek-Segafredo         | Trek-Segafredo     | Intermarché-Wanty-Gobert Matériaux | Intermarché-Wanty-Gobert Matériaux | Intermarché-Wanty-Gobert Matériaux | Delko                  | Delko                  | Delko                  |
| N°                 | Ciclista               | Clas.              | N°                                 | Ciclista                           | Clas.                              | N°                     | Ciclista               | Clas.                  |
| 211                | Julien Bernard         | 75°                | 221                                | Jeremy Bellicaud                   | 69°                                | 231                    | Alexandre Delettre     | 70°                    |
| 212                | Jakob Egholm           | R                  | 222                                | Ludwig De Winter                   | R                                  | 232                    | Alessandro Fedeli      | 60°                    |
| 213                | Niklas Eg              | 94°                | 223                                | Tom Devriendt                      | R                                  | 233                    | Delio Fernández        | 79°                    |
| 214                | A. Gebreigzabhier      | R                  | 224                                | Biniam Girmay                      | R                                  | 234                    | José Manuel Díaz       | 50°                    |
| 215                | Mattias Skjelmose      | 41°                | 225                                | Quinten Hermans                    | R                                  | 235                    | Julien Trarieux        | 32°                    |
| 216                | Jasper Stuyven         | 7°                 | 226                                | Baptiste Planckaert                | 58°                                | 236                    | Eduard Prades          | R                      |
| 217                | Antonio Tiberi         | R                  | 227                                | Pieter Vanspeybrouck               | R                                  | 237                    | Evaldas Šiškevičius    | R                      |